# Neusa Maria Pereira
Neusa Maria Pereira (São Paulo, 24 de agosto de 1955)  é uma jornalista brasileira, fundadora e co-fundadora de movimentos sociais, como o Movimento Negro Unificado (MNU), e um dos principais nomes do feminimo negro do País.
Como forma de reconhecimento, foi criado o Prêmio Neusa Maria de Jornalismo, destinado a profissionais da mídia negros e/ou trans.
Em 2021, foi escolhida para ser homenageada especial do Prêmio Vladimir Herzog. Ainda no mesmo ano, o Theatro Municipal de São Paulo reconheceu a importância do Ato Público de 1978 para sua história, convidando Neusa para seu aniversário de 110 anos.
Junto com a sócia Cátia Rodrigues, fundou em 2010 a Editora Abayomi, responsável pela publicação do Jornal Escrita Feminina. O objetivo das publicações é atingir mulheres negras da periferia, que se encaixam nas classes B e C, tornando-se um jornal plural. Atualmente, as jornalistas estão repensando o modelo de projeto para o mundo digital.

## Biografia
Neusa Maria nasceu em 1948, em São Paulo, na antiga Maternidade São Paulo, que pariu boa parte dos paulistanos durante décadas. Nasceu e cresceu em uma família humilde, filha de Maria de Lourdes Pereira e José Pereira. Ambos mineiros, vieram para São Paulo em busca de emprego e novas oportunidades. O casal teve dois filhos, Neusa Maria e seu irmão mais novo Luís Antônio Pereira. Quando ela tinha apenas 3 anos de idade, sua mãe faleceu.
Após a morte da mãe, as duas crianças foram morar com o avô Brás Pereira e a avó Maria Rita da Conceição Pereira, que participou da Frente Negra Brasileira, na década de 30. O FNB foi um movimento negro, criado em 1931, em São Paulo, que se expandiu para outros estados, como Minas Gerais, Rio de Janeiro, Rio Grande do Sul e Bahia. As duas crianças foram criadas pelos avós paternos e junto do pai, o qual na época era funcionário público, trabalhando na Secretaria da Agricultura do Estado de São Paulo.
O pai de Neusa, no entanto, era um homem muito doente, o que dificultava rendas extras na casa, além de obrigá-lo a passar alguns períodos afastados do trabalho.
Seus avós não trabalhavam, por isso seu pai era o principal provedor da casa. Mesmo muito doente, ele sempre batalhou muito para dar conta de todas as despesas. Algum tempo depois, seu avô conseguiu um serviço como pedreiro, na construção civil. O emprego, contudo, durou pouco tempo, pois acabou caindo de um andaime na obra e ficou impossibilitado de trabalhar.

## Vida pessoal
Neusa tem duas filhas, Indaiá Moreira e Maíra Moreira. A mais velha é funcionária pública da prefeitura e trabalha na área de call center. Já Maíra é formada em educação física e joga basquete profissionalmente.
A jornalista é divorciada. Conheceu seu ex-marido no Rio de Janeiro e se separou dele quando suas filhas ainda eram bem novas. A vida social de Neusa pode ser descrita como bem sossegada, mas ela deixou um grande legado para sua família que é composta, em grande parte, por mulheres: todas estudam e trabalham.
As tias dela foram as primeiras mulheres a serem operárias nas Indústrias Reunidas Fábrica Matarazzo, grupo empresarial que, na época, era o maior da América Latina, com fábricas em diversos segmentos. A jornalista, por sua vez, foi a primeira a ir para a universidade. Hoje, algumas mulheres de sua família são advogadas, engenheiras, funcionárias públicas, enfermeiras, tradutoras simultâneas e educadoras.
O pai de Neusa sempre a incentivou a estudar, pois queria que a filha fugisse do histórico da mulher negra que sempre trabalhava como doméstica. José desejava que a filha fosse médica, uma vontade que provavelmente vinha de suas inúmeras doenças. No entanto, ela nunca cogitou tal possibilidade.
A determinação de fazer a filha estudar fez com que José buscasse as melhores escolas para Neusa. Como era funcionário público e tinha contatos, conseguiu bolsas de estudos e vagas para ela em boas escolas, algumas públicas e outras particulares. A primeira escola em que Neusa estudou era pública. Neste período, no entanto, ela não conseguiu desenvolver seu aprendizado, uma vez que a professora discriminava os alunos negros em sala de aula, não os auxiliando com tarefas e deveres, não explicando atividades e, em alguns casos, maltratando os alunos fisicamente.
Após ser reprovada, seu pai a colocou em uma escola particular de freiras, o Colégio Luiza de Marillac, atual Colégio Marillac, pertencente à Pontifícia Universidade Católica de São Paulo.

### Adolescência
Depois do Colégio Luiza de Marillac, Neusa Maria começou a estudar no Colégio Presbiteriano Mackenzie. Lá, ela ficou durante os primeiros anos do Ensino Médio, em que cursou línguas como latim, alemão e inglês, além de ter tido aula com Dino Preti, linguista brasileiro, pioneiro dos estudos sobre Oralidade e Análise da Conversação.
Em 1964, quando ainda estava estudando no Mackenzie, Neusa acompanhou conflitos entre os alunos da escola e os estudantes de filosofia da USP, que ficava do outro lado da rua.
Seus estudos no Mackenzie, contudo, não duraram por muito tempo. Nessa escola, foi onde viu o racismo mais de perto, já que era uma das únicas alunas negras da escola. Em sala de aula, Neusa era bem tratada por seus colegas e por seus professores, mas sofria ataques racistas por outros alunos do colégio.
Após esse período conturbado dentro do Mackenzie, Neusa saiu do colégio e foi estudar em uma escola pública, na Escola Estadual Professor Otávio Mendes, no período noturno. Na época, ela mudou de horário para buscar um emprego, no entanto, não obteve sucesso em suas buscas. Nesse colégio, ela concluiu o Ensino Médio e se preparou para os vestibulares.

### Faculdade
Em 1971, iniciou o curso de jornalismo na Faculdade Cásper Líbero, no qual se formou em 1975.
A primeira opção dela era cursar Direito, mas por ter uma grande ligação com as matérias de humanas, resolveu estudar jornalismo. Ela achava que seria um curso fácil, já que gostava de ler e escrever, e também pensava que poderia melhorar a sua timidez quando precisasse fazer entrevistas. Enquanto cursava Jornalismo, Neusa acreditava que poderia falar sobre os assuntos que gostava e acreditava, como o racismo, a pobreza e outras questões de cidadania. Na época, ainda tinha em mente que o jornalismo era uma profissão que tinha como objetivo mostrar o mundo como ele realmente era, apontando saídas.
Foi a possibilidade de estar sempre transitando entre os diferentes níveis sociais que fez com que Neusa se apaixonasse pelo jornalismo. Porém, encontrou muitas dificuldades já que o ambiente era altamente competitivo e branco, além de ter poucas mulheres, em especial negras.

### Cursos de especialização
Assim que terminou a faculdade, Neusa realizou outros cursos como Assessoria de Imprensa por um semestre na Escola de Comunicação e Artes da USP, promovido pelo Instituto Legislativo Paulista, em 2000.
Inclusão Social na Mídia Brasileira, promovido pelo ILP, ministrado por professores da USP, em 2013. Em 2014 fez outro curso no ILP, dessa vez sobre Políticas Públicas para Mulheres.

## Carreira
Muitos amigos de faculdade, que estavam anos à frente de Neusa, indicaram ela para vagas de estágio, porém, quando as redações descobriam o ano em que estava, desistiam de contratá-la. A jornalista, contudo, acredita que, em partes, existia um preconceito por ela ser negra.
Até que seu pai, quando ela ainda estava no primeiro ano de faculdade, decidiu ir até a Folha de S.Paulo pedir um emprego para sua filha. José Pereira conversou diretamente com o editor chefe do jornal e conseguiu uma vaga para Neusa.
Ela começou no jornal como uma assistente dos jornalistas que trabalhavam lá. Sua função era acompanhar os profissionais em entrevistas e trabalhos em campo, ajudá-los como possível e, no fim do dia, escrever uma matéria à parte com os materiais que ajudou a colher.
Neusa Maria avalia que trabalhar na Folha de S.Paulo era frustrante, isso porque ela acreditava que estaria escrevendo, publicando e sendo útil para o jornal, contudo, eles não lhe davam espaço. Além disso, ela precisava de um trabalho remunerado, uma vez que seu pai ganhava pouco e, muitas vezes, precisava se afastar do trabalho por conta de sua doença. Por isso, ela deixou a redação da Folha e foi procurar um trabalho pago.
Nesse meio tempo, porém, ela ficou doente e teve de ser internada por um mês. Isso a impossibilitou de buscar emprego, além de lhe afastar da faculdade. Neusa afirma que, nesse tempo, foram seus colegas de sala que pagaram seu curso e lhe passaram o conteúdo perdido.

### Jornal Versus
Após formada, trabalhou na Gazeta de São Paulo e, em seguida, migrou para o Jornal Versus. Lá, ela começou a trabalhar em 1977, após escrever o texto “Em defesa da dignidade das mulheres negras em uma sociedade racista”. Em razão do impacto deste seu artigo, os editores do Jornal decidiram convidar outros jornalistas negros para iniciar uma coluna dedicada à questão racial. Ela foi repórter, redatora, coordenadora e criadora da equipe de jornalistas da seção Afro- Latino-América do jornal. Este grupo que estava na Coluna, incluindo Hamilton Bernardes Cardoso, ajudou a fundar o MNU. Neusa Maria saiu do Versus em 1978, quando o jornal deixou de existir.
A partir da década de 80, Neusa trabalhou em diversos jornais, todos por pouco tempo. Nesse período foi repórter das Editorias de Cidades e Entretenimento do Diário de São Paulo, repórter de Economia e Cidades no Diário do Comércio, editora da Revista Panorama da Justiça, repórter e revisora do jornal Socorro News, assessora de imprensa do Clube Banespa, freelancer e pesquisadora da Editora Abril. Em relação às datas em que trabalhou em cada jornal, ela não se lembra dos anos, e parte dos locais em que trabalhou fecharam.
No início dos anos 2000, tornou- se educadora social da Fundação Casa, antiga FEBEM. Lá, ela trabalhou de 2006 a 2010.

### Editora Abayomi
Neusa decidiu abrir uma editora quando percebeu que a imprensa hegemônica, imprensa formada por um grupo social que determina o que é notícia, excluindo temas abordados por minorias, não estava mais satisfazendo seus desejos naquilo que ela pensava como jornalista. Ela achava que abrindo uma editora, conseguiria fazer um jornalismo mais político, mais ideológico, entrevistando pessoas que achava interessante para o momento e dentro da concepção de jornal.
Na época, Neusa já havia saído da imprensa hegemônica. Por isso resolveu dar outro norte em sua carreira de jornalista. A editora foi fundada em 2010 em parceria com outra jornalista, sua sócia Cátia Rodrigues.
O jornal é plural, mas o objetivo delas é atingir as mulheres negras da periferia. A intenção não é fazer um conteúdo para gueto, todas as matérias escritas pela editora são de interesse de mulheres de todas as raças que pertencem à classe B e C. Porém, elas querem que todos tenham acesso às informações publicadas.
Para decidir o nome da editora, Neusa e sua sócia se reuniram e ficaram pensando sobre nomes africanos ou afro-brasileiros. Elas decidiram dar um caráter mais afrodescendente para a editora, justamente devido a suas próprias origens.
O jornal Escrita Feminina foi a primeira publicação da editora Abayomi. A palavra Abayomi significa ‘vencer um inimigo' e ela é de origem yorubá. Ela vem ao encontro do ideal jornalístico das sócias que é estar de mãos dadas com as mulheres que ultrapassam barreiras para conseguirem seus objetivos com ética, amor e solidariedade.
A editora publica apenas um jornal e ainda está ativa, mas durante a pandemia tiveram dificuldades pois não possuem patrocinadores. Hoje, o projeto está sendo repensado para o digital, que é mais barato e a forma mais fácil de atingir o público.

## Movimentos

### Fé Cega, Faca Amolada
Anteriormente ao Movimento Negro Unificado, Neusa Maria também foi co-fundadora do Fé Cega, Faca Amolada, movimento negro feminista. Ele, no entanto, acabou assim que o MNU surgiu, pois seus membros decidiram se unir a ele.

### Ato Público de 1978
Ela foi uma das maiores incentivadoras do Ato Público, que aconteceu em 1978, em frente ao Theatro Municipal de São Paulo, em função do assassinato de Robson dos Santos e 4 meninos negros, que eram atletas do time infanto-juvenil do Clube de Regatas Tietê foram impedidos de entrar no clube Tiête por conta de sua cor.

### Movimento Negro Unificado (MNU)
Neusa Pereira é co-fundadora do Movimento Negro Unificado, junto de Flávio Carrança, Hamilton Cardoso, Vanderlei José Maria, Milton Barbosa, Rafael Pinto e Jamu Minka, que teve início em 1978, durante a Ditadura Militar. As primeiras reuniões aconteceram ainda nos porões do Jornal Versus, onde a jornalista trabalhava na época.
O manifesto sobre a discriminação contra a mulher negra, escrito por Neusa em 1977, serviu como base para o início do movimento. Nesse mesmo momento, diversas associações, Organizações Não Governamentais, estavam surgindo no país todo. Várias mulheres começaram a estudar após terem acesso ao manifesto da jornalista.
O MNU surgiu em 1978 para mostrar que o Brasil, durante a Ditadura Militar, não era uma sociedade com democracia racial. Ele era um país racista, que prejudicava o negro em seu crescimento social, cultural e econômico. O MNU é mais do que apenas um movimento antirracista e político. Criado na tentativa de lutar contra o racismo no Brasil e dar visibilidade para a situação em que os negros viviam no país. A decisão de organizar o Ato Público de 1978, em frente ao Theatro Municipal de São Paulo, ocorreu porque o grupo acreditava que a única maneira de ter visibilidade era com uma grande manifestação.
Diversas entidades se juntaram à manifestação para apoiar a ideia de denunciar o racismo no País. Eles conseguiram até mesmo mudar a forma de ver a história, colocando Zumbi dos Palmares como ídolo. Muitas das reivindicações do MNU foram base para a Assembleia Constituinte de 1988.

## Prêmio Neusa Maria de Jornalismo
O Prêmio Neusa Maria de Jornalismo é voltado para jornalistas negros, indígenas e pessoas trans. Ele nasceu com o intuito de reconhecer o trabalho de profissionais que geralmente são deixados de fora de outras premiações.
O nome do prêmio foi dado em homenagem à Neusa Maria Pereira, por sua luta e protesto contra a violência policial durante a Ditadura Militar.

## Premiações

### Prêmio Vladimir Herzog
Em 2021, Neusa Maria foi uma das homenageadas do Prêmio Especial Vladimir Herzog. A premiação se deve a seus anos de contribuição ao jornalismo brasileiro e à sociedade. O Prêmio Especial é concedido desde 2009 a personalidades e profissionais que possuam uma contribuição relevante para Democracia, Justiça Social e Direitos Humanos.
Neusa, por sua atuação no Movimento Negro Unificado e por ser a primeira mulher negra a escrever sobre o feminismo negro na mídia brasileira, foi selecionada.